# Embrikstrandia bicolor
Embrikstrandia bicolor är en skalbaggsart som beskrevs av J. Linsley Gressitt 1970. Embrikstrandia bicolor ingår i släktet Embrikstrandia och familjen långhorningar.
Artens utbredningsområde är Laos. Inga underarter finns listade i Catalogue of Life.